# Peter Renkens
Peter Renkens (Schoten, 28 juli 1967 – Deurne, 14 februari 2023) was een Belgische zanger. Hij was de frontman van Confetti's.

## Muziekcarrière
Peter Renkens was voorheen ober in de Brasschaatse discoteek "Confetti's". Daarna was Renkens zanger bij de gelijknamige Belgische new beatband Confetti's, die in 1988 werd opgericht. De band bestond uit Renkens en vier danseressen: Marleen, Tania, Hilde en Daniëlla.  Hun grootste succes was The Sound Of C, dat internationale bekendheid kreeg. Renkens was het gezicht van de marketingcampagne, waaronder de single voor "The Sound Of C". Er werden meer commerciële hits gemaakt, waaronder "C'Day", "C in China" en "Put 'm up". Na een jaar toeren, waarbij er problemen ontstonden binnen de band, ging de band in 1992 uit elkaar. Renkens werd lid van C-Mobility en werkte later als clubdanser in Wuustwezel. 

## Privéleven
Renkens kampte van kinds af aan met psychische problemen en deze manifesteerden zich ook tijdens en na zijn tijd bij de Confetti's. Nadat hij de diagnose manisch-depressieve stoornis had gekregen, verhuisde hij naar een beschermd woonproject waar hij in de anonimiteit verdween. De laatste jaren van zijn leven woonde hij alleen in Deurne. Hij stierf in 2023 op 55-jarige leeftijd.